# Seiya Matsuki
Seiya Matsuki (japanisch 松木 政也 Matsuki Seiya; * 12. Juni 1994 in Nara, Präfektur Nara) ist ein japanischer Fußballspieler.

## Karriere
Seiya Matsuki erlernte das Fußballspielen in der Schulmannschaft der Osaka Toin High School und der Universitätsmannschaft der Osaka-Sangyo-Universität. Seinen ersten Vertrag unterschrieb er am 1. Juli 2016 in Deutschland bei Hilal Bergheim. Der Verein aus Bergheim aus dem Rhein-Erft-Kreis spielte in der Mittelrheinliga. Am 1. Januar 2017 wechselte er zum FV 07 Diefflen. Mit dem Verein aus Diefflen aus dem Landkreis Saarlouis, spielte er in der Oberliga Rheinland-Pfalz/Saar. Für Diefflen stand der elfmal auf dem Spielfeld. Im August 2017 kehrte er nach Japan zurück, wo er sich dem Drittligisten SC Sagamihara anschloss. Für Sagamihare stand er einmal in der dritten Liga auf dem Spielfeld.
Seit dem 29. August 2018 ist er vertrags- und vereinslox.